# United States Colored Troops
Le United States Colored Troops (USCT) furono in assoluto i primi reggimenti operativi all'interno dell'Union Army composti in larga parte da soldati afroamericani (colored), sebbene anche diversi membri di altri gruppi appartenenti a varie minoranze etniche ebbero a servire in tali unità militari terrestri.
Furono reclutati per la prima volta durante la guerra di secessione americana e, al termine del conflitto, entro l'aprile del 1865 i 175 reggimenti regolari USCT giunsero a costituire circa 1/10 dell'intera manodopera, soprattutto nell'United States Army ma non solo (vi saranno difatti arruolati anche nelle unità militari navali).
Oltre il 20% dei soldati USCT venne dichiarato morto in combattimento, con un tasso di circa il 35% superiore a quello delle truppe composte da bianchi americani. Nonostante le pesanti perdite molti combatterono con coraggio riuscendo a farsi distinguere, con 15 USCT che alla fine ricevettero la Medal of Honor e numerose altre onorificenze.
L'USCT sarà il precursore dei reggimenti dei Buffalo Soldier impiegati nel West. Nella loro qualità di primi afroamericani in servizio armato effettivo rappresentano una parte integrante della storia militare afroamericana in generale e della storia militare afroamericana nella guerra di secessione americana in particolare.

## Storia

### Confiscation Act
Il Congresso approvò l'"atto di confisca" nel luglio del 1862 (Confiscation Act of 1862); esso liberò gli schiavi i cui proprietari venivano considerati essere in uno stato di rivolta contro il legittimo Governo federale rappresentato dalla Presidenza di Abraham Lincoln.
La legislazione denominata Militia Act of 1862 autorizzò invece il Presidente degli Stati Uniti d'America ad utilizzare gli ex schiavi liberti in qualsiasi funzione interna all'organizzazione bellica dell'Unione.
Abraham Lincoln dapprincipio si dimostrerà altresì alquanto preoccupato delle possibili reazioni da parte dell'opinione pubblica nei quattro Stati cuscinetto nella guerra di secessione americana rimasti fedeli al principio dell'unità nazionale, poiché tra i residenti continuavano ad esservi numerosi proprietari di schiavi,
Anche tra molti esponenti di spicco del Partito Democratico negli Stati Uniti d'America nord-orientali e negli Stati Uniti d'America medio-occidentali vi furono - tra gli stessi sostenitori dello sforzo bellico - una parte significativa di coloro che erano invece molto meno favorevoli all'abolizionismo negli Stati Uniti d'America rispetto alla maggioranza degli attivisti del Partito Repubblicano.
Il presidente Lincoln pertanto si oppose ai primi timidi tentativi di reclutare soldati neri, ma immediatamente accettò che i Corpi d'armata li usassero come lavoratori assunti in via temporanea a pagamento. Anche i nativi americani degli Stati Uniti d'America ebbero un ruolo di rilievo nei "reggimenti colorati" istituiti nel corso della guerra civile.
Nel settembre del 1862 Lincoln annunciò il suo Proclama di emancipazione preliminare, dichiarando attraverso esso che tutti gli schiavi presenti negli Stati ribelli sarebbero stati ufficialmente considerati liberi a partire dal 1º gennaio seguente. Il reclutamento di reggimenti colorati iniziò in piena forza subito dopo questa data.

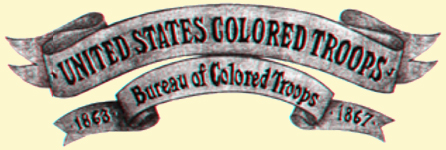
Banner del Bureau of Colored Troops.

Il Dipartimento della Guerra di Edwin McMasters Stanton emanò l'"Ordinanza generale numero 143" (General Order No. 143) il 22 maggio del 1863, istituendo in tal modo il Bureau of Colored Troops atto a facilitare il reclutamento di soldati afroamericani destinati a combattere per l'Armata unionista.
Altre persone di colore che non erano però di origini africane, come ad esempio i nativi americani, gli isolani del Pacifico e gli asioamericani ebbero l'occasione di lottare anch'essi accorpati ai reggimenti USCT
Questi inclusero reparti di fanteria, di cavalleria, del genio guastatori, dell'artiglieria da campagna e le unità militari terrestri di artiglieria da montagna e di artiglieria a cavallo; furono reclutati da tutti gli Stati federati degli Stati Uniti d'America e divennero presto noti come le "truppe colorate degli Stati Uniti" (USCT). All'incirca 175 reggimenti comprendenti oltre 178.000 neri liberi e liberti serviranno durante gli ultimi due anni di guerra.
Il loro operato contribuirà a sostenere in maniera sostanziale l'impegno bellico degli Stati Uniti d'America in un momento critico: dalla Campagna di Vicksburg alla Campagna di Chattanooga nel Teatro Occidentale; dalla Campagna terrestre alla Campagna di Appomattox nel Teatro Orientale dirette da Ulysses S. Grant; dalla Campagna di Atlanta alla Marcia verso il mare di Sherman e fino alla Campagna delle Caroline guidate da William Tecumseh Sherman.
Alla conclusione della situazione di belligeranza gli uomini della USCT costituivano quasi 1/10 di tutte le truppe impiegate, sia dall'esercito che dall'Union Navy. L'USCT ha subito 2.751 vittime durante la guerra e 68.178 perdite per le cause più varie. La malattia e le infezioni provocarono il maggior numero di decessi in tutte le formazioni, sia in quelle bianche che in quelle nere.
In termini reali i soldati afroamericani alla fine comprendevano il 10% di tutto l'United States Armed Forces. Le perdite tra di essi raggiungeranno punte assai elevate, soprattutto nell'ultimo anno e mezzo e - tra tutti i caduti riportati - oltre il 20% del numero complessivo degli afroamericani arruolati nelle forze armate persero la vita durante la guerra civile. In particolare il loro tasso di mortalità fu significativamente più alto rispetto a quello dei soldati bianchi:
(-Herbert Aptheker)
I reggimenti degli USCT rimasero sotto il comando effettivo di ufficiali bianchi, mentre il grado militare di avanzamento per i soldati neri si mantenne decisamente limitato; entro la fine del 1863  il "Supervisory Committee for Recruiting Colored Regiments" aprirà a Filadelfia la "Free Military Academy" gratuita per addestrare i candidati al comando delle truppe di colore.
Per un certo periodo di tempo, almeno agli inizi, i soldati neri ricevettero un salario inferiore se confrontato con quello assegnato alle loro controparti bianche, ma loro stessi e con il supporto dei propri sostenitori riusciranno rapidamente ad esercitare un gruppo di pressione che gli permetterà di ottennero così una paga equivalente.
Tra i membri degni di nota dei reggimenti USCT vi saranno il medico Martin Robinson Delany - già militante partecipe del gruppo facente capo a John Brown) - e i figli di Frederick Douglass.
Gli appartenenti al genio militare USCT progettarono e realizzarono la costruzione di Fort Pocahontas, un enorme magazzino di approvvigionamento dell'Unione situato a Charles City (Virginia).
Il coraggio e lo sprezzo del pericolo dimostrato dalle truppe colorate durante la guerra civile giocò un ruolo importante nel far conseguire agli afroamericani i nuovi diritti all'inizio dell'Era della Ricostruzione e nell'organizzazione del movimento per i diritti civili degli afroamericani (1865-1896) nel corso della presidenza di Andrew Johnson prima e negli 8 anni della Presidenza di Ulysses S. Grant poi. Come ebbe modo di constatare uno dei loro maggiori leader, l'abolizionista F. Douglass:

## Azioni degne di nota
Il Corpo d'armata di Ulysses S. Grant fu uno dei primi nei quali militassero numerosi gli afroamericani. Presto divenne molto popolare una canzone che tutti cantavano in onore dei commilitoni di colore:

Ohé, negri, avete visto il padrone

Andarsene per la strada stamani

Come se avesse voluto abbandonare questi luoghi?

Egli ha visto il fumo su per il fiume

Ove si trovano le cannoniere di Lincoln.

Si è preso il cappello e se n'è andato senza indugio

E suppongo che se ne sia scappato via.

Il padrone è fuggito ah ah!
Il negro rimane oh oh!.

### Prigionieri di guerra

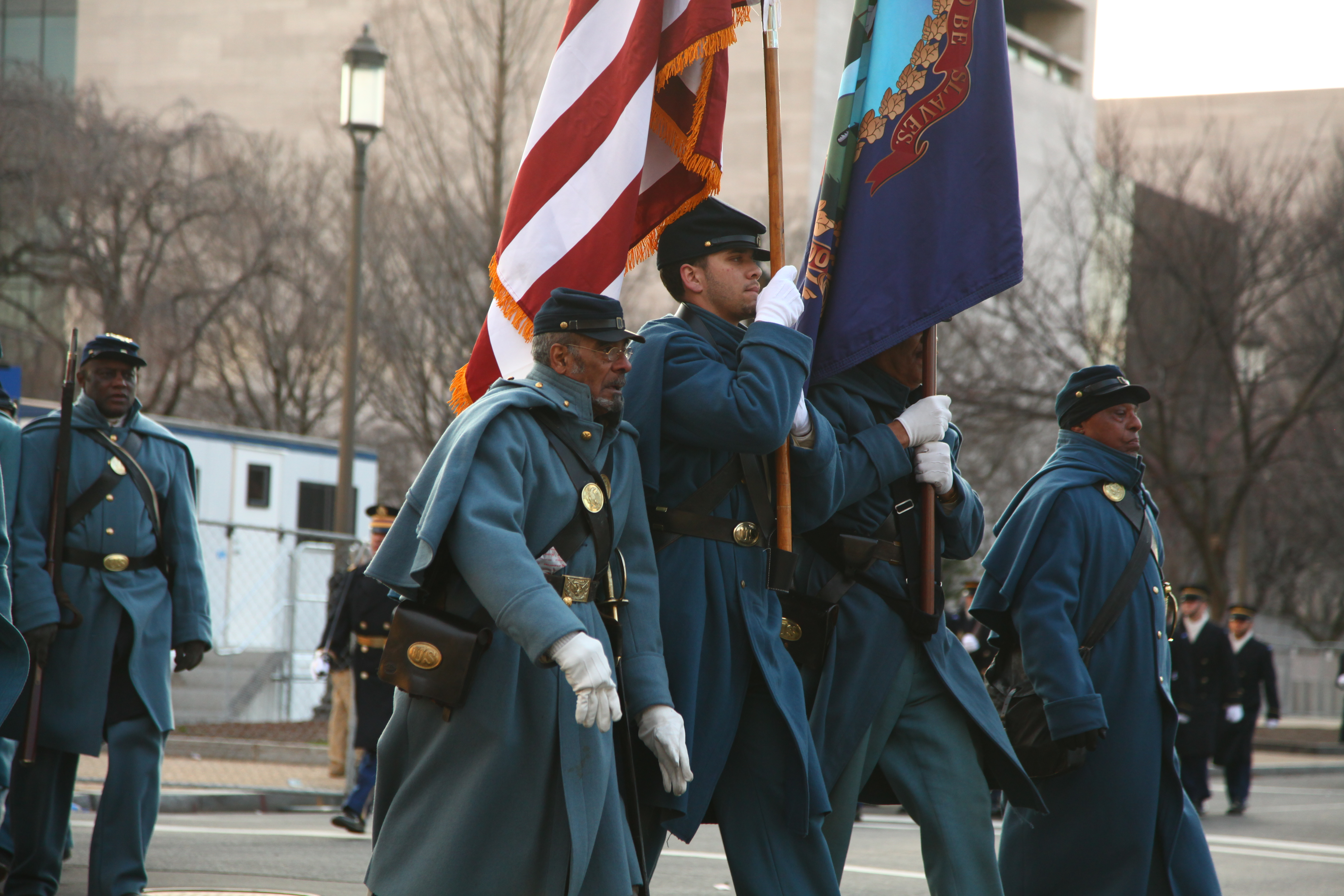
Membri del 54th Massachusetts Volunteer Regiment color guard in parata durante la cerimonia d'insediamento del presidente degli Stati Uniti d'America nel gennaio del 2013, per l'avvio del 2º mandato della Presidenza di Barack Obama.

## Provenienza dei volontari per Stato
| Unione eStati cuscinetto          | Numeri | Stati Confederati d'America(fuggitivi) | Numeri  |
| --------------------------------- | ------ | -------------------------------------- | ------- |
| Connecticut                       | 1.764  | Alabama                                | 4.969   |
| Colorado(Territorio del Colorado) | 95     | Arkansas                               | 5.526   |
| Delaware                          | 954    | Florida                                | 1.044   |
| Distretto di Columbia             | 3.269  | Georgia                                | 3.486   |
| Illinois                          | 1.811  | Louisiana                              | 24.502  |
| Indiana                           | 1.597  | Mississippi                            | 17.869  |
| Iowa                              | 440    | Carolina del Nord                      | 5.035   |
| Kansas                            | 2.080  | Carolina del Sud                       | 5.462   |
| Kentucky                          | 23.703 | Tennessee                              | 20.133  |
| Maine                             | 104    | Texas                                  | 47      |
| Maryland                          | 8.718  | Virginia                               | 5.723   |
| Massachusetts                     | 3.966  |                                        |         |
| Michigan                          | 1.387  | Totali dal Sud                         | 93.796  |
| Minnesota                         | 104    |                                        |         |
| Missouri                          | 8.344  | Liberi                                 | 733     |
| New Hampshire                     | 125    | Non contabilizzati                     | 5.083   |
| New Jersey                        | 1.185  |                                        |         |
| New York                          | 4.125  |                                        |         |
| Ohio                              | 5.092  |                                        |         |
| Pennsylvania                      | 8.612  |                                        |         |
| Rhode Island                      | 1.837  |                                        |         |
| Vermont                           | 120    |                                        |         |
| Virginia Occidentale              | 196    |                                        |         |
| Wisconsin                         | 155    |                                        |         |
| Totali dal Nord                   | 79.283 |                                        |         |
|                                   |        | Totale Stati Uniti                     | 178.895 |

### Altre letture
- The Employment of Negro Troops. By Dr. Ulysses Lee. Published by the Office of the Chief of Military History, United States Army, Washington, D.C., 1966. 740 pp.